# Arcidiocesi di Agrigento

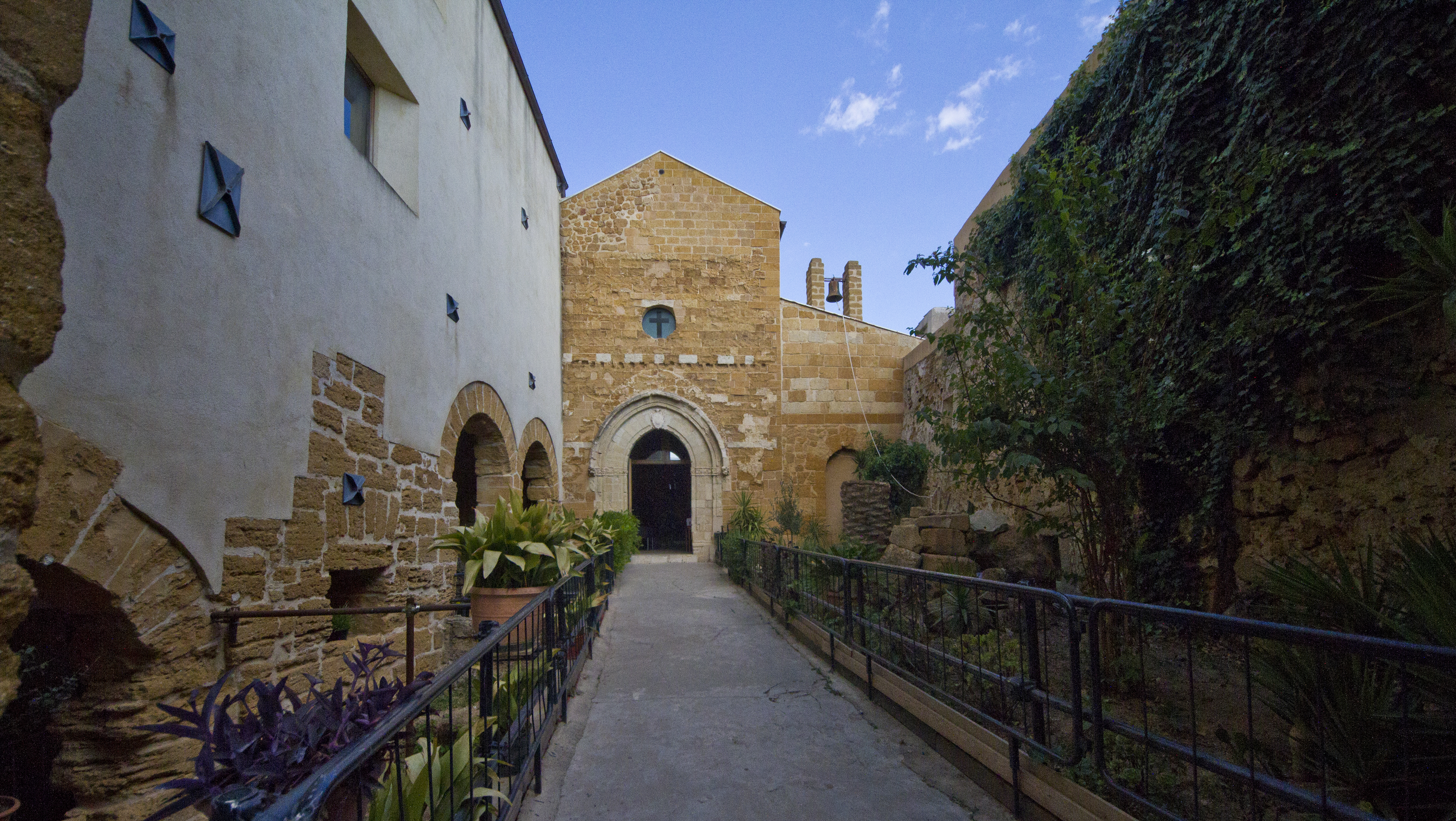
La chiesa di Santa Maria dei Greci ad Agrigento, primitiva cattedrale dell'epoca bizantina.

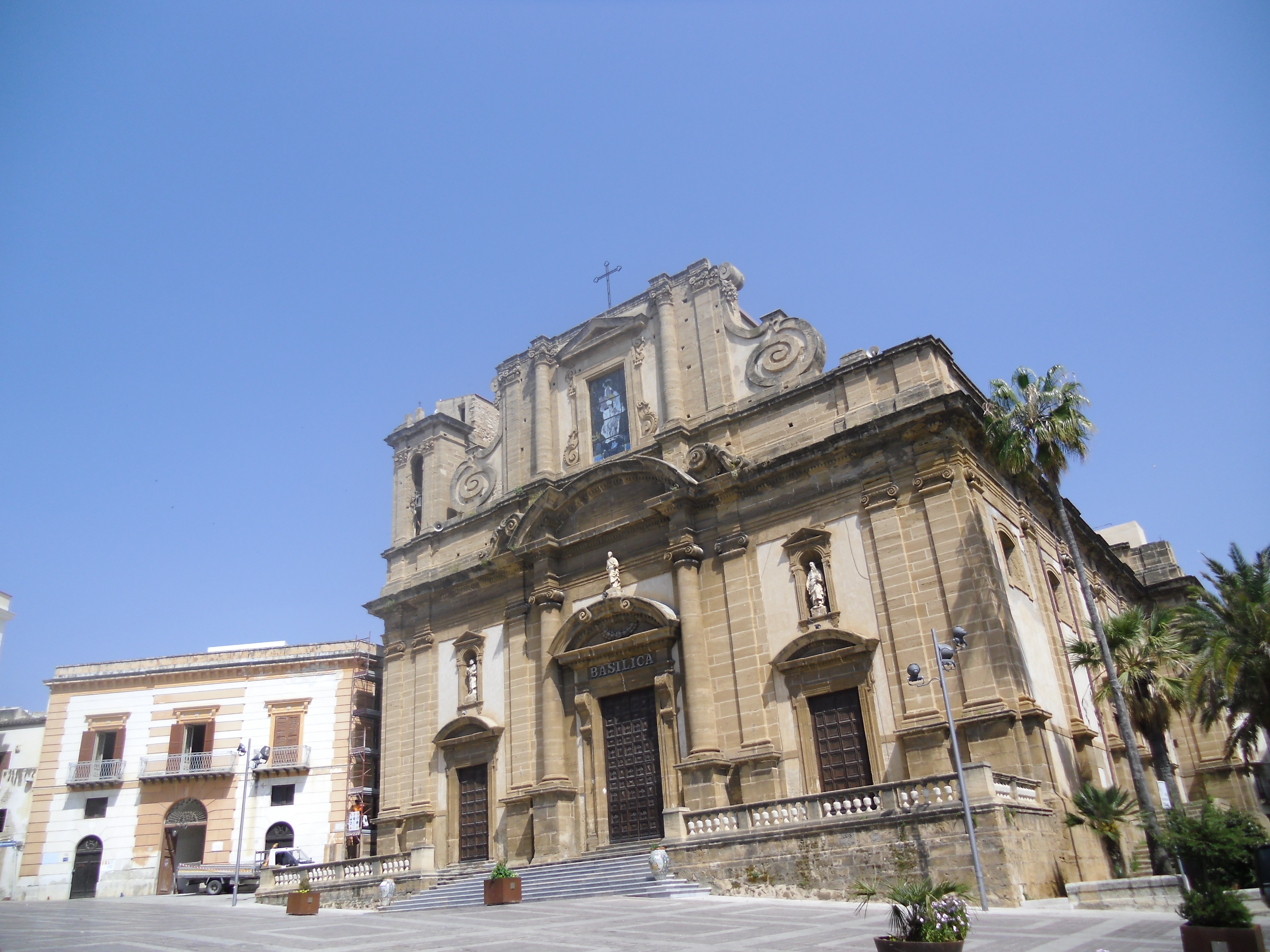
La basilica di Maria Santissima del Soccorso, nota come "Duomo di Sciacca".

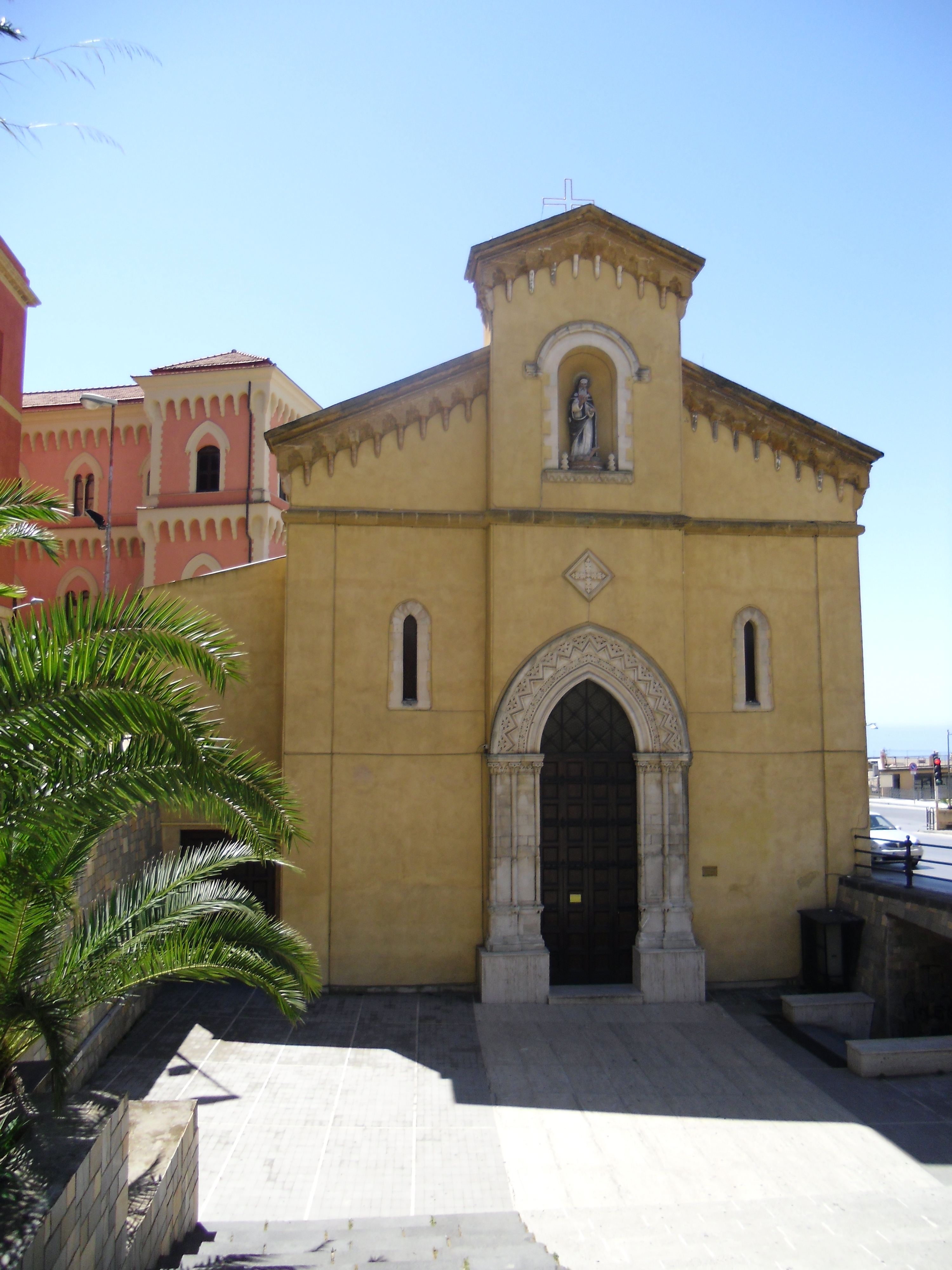
Il santuario di San Calogero di Agrigento.

L'arcidiocesi di Agrigento (in latino Archidioecesis Agrigentina) è una sede metropolitana della Chiesa cattolica in Italia appartenente alla regione ecclesiastica Sicilia. Nel 2023 contava 386.000 battezzati su 411.800 abitanti. È retta dall'arcivescovo Alessandro Damiano.

## Territorio
Situata nella parte sud-occidentale della Sicilia, l'arcidiocesi di Agrigento è delimitata a sud dal mare, a est confina con la diocesi di Piazza Armerina, a nord-est con la diocesi di Caltanissetta, a nord con le arcidiocesi di Palermo e di Monreale e a nord-ovest con la diocesi di Mazara del Vallo.
I suoi confini corrispondono a quelli del libero consorzio comunale di Agrigento e ne abbraccia tutti i 43 comuni.
Sede arcivescovile è la città di Agrigento, dove si trova la cattedrale di San Gerlando. In città si trova anche l'antica cattedrale bizantina, oggi chiesa di Santa Maria dei Greci. In arcidiocesi sorgono tre basiliche minori: la basilica dell'Immacolata ad Agrigento, la basilica di Maria Santissima del Soccorso a Sciacca, e la basilica di San Calogero a Monte di Sciacca. Allo stesso santo è dedicata una chiesa ad Agrigento, dichiarata santuario diocesano nel 1972.
La provincia ecclesiastica agrigentina, istituita nel 2000, comprende due diocesi suffraganee: Caltanissetta e Piazza Armerina.

### Zone pastorali e vicariati foranei
Il territorio dell'arcidiocesi è uno dei più vasti della Sicilia. Si estende su una superficie di 3.041,89 km² ed è suddiviso in 194 parrocchie, raggruppate in 5 zone pastorali e 10 vicariati foranei.
- Zona 1/San Gerlando (3 vicariati foranei):
  - Agrigento
  - Aragona
  - Porto Empedocle
- Zona 2/Sant'Angelo (1 vicariato foraneo):
  - Licata
- Zona 3/Padre Gioacchino La Lomia (2 vicariati foranei):
  - Canicattì
  - Ravanusa
- Zona 4/San Giacinto Giordano Ansalone (2 vicariati foranei):
  - Cammarata
  - Santo Stefano Quisquina
- Zona 5/San Calogero (2 vicariati foranei):
  - Ribera
  - Sciacca

## Storia
Sull'origine della Chiesa agrigentina non ci sono notizie precise; ma i monumenti antichi, come le catacombe di Agrigento e Naro, le tombe sicuramente cristiane di parecchie zone del territorio e, soprattutto, una piccola basilica paleocristiana e altri reperti archeologici provenienti da varie zone della provincia forniscono elementi per dare come certa la presenza di una solida comunità cristiana nell'Agrigentino, tra il II e il III secolo.
Secondo la tradizione il primo vescovo fu san Libertino martirizzato non oltre la persecuzione di Gallieno e Valeriano (metà del III secolo). La basilica paleocristiana per alcuni studiosi era una memoria martyrum nella quale furono sepolti san Libertino e san Pellegrino in due loculi posti nel pavimento. Il primo vescovo storicamente certo è Eusanio nella seconda metà del VI secolo, deposto da papa Pelagio II per aver usurpato i beni della Chiesa.
Prima dell'invasione degli arabi non ci sono molte notizie sulla diocesi. Tra i vescovi agrigentini storicamente sicuri ci sono: san Gregorio II, di cui parla nelle sue lettere papa Gregorio Magno (tra il 591 ed il 603) e autore di un commento in greco sull'Ecclesiaste; Felice, che partecipò al sinodo di Roma del 649; Giorgio, che prese parte ai concili romani del 679 e del 680; Giovanni, che fu tra i padri del secondo concilio di Nicea (787).
Già dai tempi di Gregorio Magno, la Sicilia faceva parte dell'impero bizantino; tuttavia, come emerge dalle lettere del pontefice, le diocesi siciliane non avevano un metropolita e dipendevano tutte da Roma. Solo dalla prima metà dell'VIII secolo, in seguito alle controversie sull'iconoclastia, la Sicilia fu sottratta dall'imperatore Leone III Isaurico alla giurisdizione di Roma e sottomessa al patriarcato di Costantinopoli (circa 732). Così fu anche per Agrigento, che appare tra le suffraganee di Siracusa nella Notitia Episcopatuum redatta all'epoca dell'imperatore Leone VI e databile all'inizio del X secolo. La situazione descritta da questa Notitia Episcopatuum è tuttavia puramente ideale; infatti a partire dall'827 l'isola venne progressivamente conquistata dagli Arabi e delle sue diocesi non si hanno più notizie.
Dopo la dominazione araba (828-1086), la diocesi fu restaurata dal "gran conte" normanno Ruggero I d'Altavilla, che ne definì il territorio con un diploma del 1093; la diocesi si estendeva sino alle porte di Palermo includendo anche Termini Imerese, ed era chiamata diocesi bimare, in quanto a sud si affacciava sul Canale di Sicilia e sul Tirreno a nord. L'antica diocesi di Triocala non fu più restaurata ed in epoca Normanna il suo territorio fu incorporato in quello di Agrigento. La rifondazione della diocesi fu approvata da papa Urbano II il 10 ottobre 1098. Primo vescovo fu san Gerlando (1093-1100).
Inizialmente la diocesi era immediatamente soggetta alla Santa Sede. Durante l'episcopato di Gentile fu resa suffraganea dell'arcidiocesi di Palermo.
Fu avventuroso il lungo episcopato di Urso a cavallo tra il XII e il XIII secolo: per tre volte fu privato dei beni della Chiesa ed esiliato, fu poi rapito dai saraceni, che lo tennero prigioniero per quattordici mesi, finché non fu pagato un cospicuo riscatto. Nelle incursioni saracene furono distrutte la cattedrale e il palazzo episcopale, ricostruiti dal successore Raynaldo d'Acquaviva; questi, per aver incoronato re Manfredi, fu scomunicato da papa Alessandro IV.
Nessuno dei vescovi agrigentini fu presente al concilio di Trento, perché dal 1544 al 1564 la diocesi era vacante ed amministrata dal cardinale Rodolfo Pio di Carpi. Il vescovo Luigi Suppa (1565-1569) iniziò ad applicare i decreti tridentini; Cesare Marullo fondò il seminario diocesano nel 1577, trasferito nella sede attuale da Vincenzo Bonincontro nel 1611; il vescovo Juan Orozco Covarrubias y Leiva (1594-1606) impiantò in città la prima tipografia, e protesse letterati e artisti; nuovo slancio alla formazione catechistica fu dato con l'introduzione del catechismo di Roberto Bellarmino tradotto in siciliano nel 1725.
Importante anche l'episcopato di Francesco Gisulfo, che arricchì la cattedrale di oggetti preziosi e di due organi e comprò per la città di Agrigento l'esenzione perpetua della gabella della farina. Francesco Ramírez (1697-1715) celebrò un sinodo i cui statuti rimasero in vigore fino al 1948, e fondò il collegio dei Santi Tommaso e Agostino per la formazione del clero e dei parroci. Verso la metà del XVIII secolo Andrea Lucchesi Palli eresse il palazzo vescovile e una biblioteca pubblica.
Nel 1844, durante il pontificato di papa Gregorio XVI, ci fu un nuovo ordinamento dei confini della diocesi: 13 comuni furono ceduti a vantaggio dell'erezione della diocesi di Caltanissetta, 6 comuni all'arcidiocesi di Monreale (Chiusa, Contessa, Giuliana, Palazzo Adriano, Prizzi e San Carlo) e uno all'arcidiocesi di Palermo (Castronovo). Contestualmente Agrigento entrò a far parte della provincia ecclesiastica dell'arcidiocesi di Monreale.
Nel corso dell'Ottocento la diocesi rimase vacante per diversi anni, nei periodi 1835-1837, 1839-1844. Rimase ancora vacante nel 1860 per la morte di mons. Domenico Maria Lo Jacono, anche per i tentativi del governo liberale di intervenire nella nomina dei vescovi, che era soggetta all'exequatur e alla pretesa di subentrare nel regio patronato ai precedenti monarchi, ossia di godere del diritto di presentazione dei vescovi. Nel 1865 il governo propose in colloqui informali di promuovere alla sede di Girgenti Michele Montuoro, presbitero della stessa diocesi, ma non si trovò un accordo con la Santa Sede. Dopo la frattura tra Chiesa e Stato con la presa di Porta Pia del 20 settembre 1870, la Santa Sede rifiutò di concordare le nomine dei vescovi e tra il 1871 e il 1872 procedette a nomine unilaterali per le diocesi siciliane, scegliendo per Girgenti il sacerdote palermitano Domenico Turano (1872-1885). Durante il suo episcopato la diocesi fu sconvolta dal cosiddetto "scisma di Grotte" guidato dal sacerdote Luigi Sciarratta contro l'autorità del vescovo e a favore di un'elezione popolare dei parroci; lo scisma si concluse con la scomunica di Sciarratta.
Nonostante l'aumento della popolazione, a causa di particolari vincoli giuridici, all'inizio del Novecento il numero delle parrocchie era rimasto molto esiguo. Papa Pio XI conferì al vescovo Giovanni Battista Peruzzo speciali poteri per aumentarne il numero, che durante il suo episcopato da 48 salì a 139.
Il 5 luglio 1945, con la lettera apostolica Quod Venerabilis, papa Pio XII proclamò Sant'Alfonso Maria de' Liguori patrono principale della diocesi, assieme a San Gerlando.
Il 2 dicembre 2000 in forza della bolla Ad maiori consulendum di papa Giovanni Paolo II la sede agrigentina è stata elevata al rango di arcidiocesi metropolitana con suffraganee le diocesi di Caltanissetta e Piazza Armerina. Carmelo Ferraro è stato il primo arcivescovo metropolita.
Dal 5 settembre 2021, l'arcidiocesi di Agrigento ha avviato la cooperazione missionaria con l'amministrazione apostolica dell'Albania meridionale.

## Cronotassi dei vescovi
Si omettono i periodi di sede vacante non superiori ai 2 anni o non storicamente accertati.
- San Libertino ? † (prima del IV secolo)
- San Gregorio I ? †[7]
- Macario ? †[8]
- San Potamione †
- Teodosio (o Teodoro) †[9]
- Eusanio † (deposto tra il 579 ed il 590)[10]
- San Gregorio II † (prima del 591 - dopo il 603)[11]
- Esilirato ? †[12]
- Liberio ? † (menzionato nel 616)[13]
- Felice † (menzionato nel 649)[14]
- Giorgio[15] † (prima del 679 - dopo il 680)
- Giovanni † (menzionato nel 787)
- Sant'Ermogene † (inizio IX secolo)[16]
  - Dominazione araba
- San Gerlando † (prima del 1093 - 25 febbraio 1100 deceduto)
- Drogone, O.S.B. † (1100 - 1104 deceduto)
- Alberto † (1104 - 1105 deceduto)
- Guarino, O.S.B. † (1105 - 1128 ? deceduto)
- Gualtiero I † (1128 - 17 aprile 1142 deceduto)
- Rogerio † (1142 - ?)
- Gentile Tuscus † (1154 - 1171 deceduto)
- Bartolomeo † (dicembre 1171 - settembre 1191 nominato arcivescovo di Palermo)[17]
- Urso † (2 aprile 1192 - settembre 1239 deceduto)[17]
- Rinaldo Acquaviva † (6 giugno 1240 - dopo febbraio 1266[18] deceduto)[17]
- Goffredo de Roncionis de Pisis, O.F.M. † (2 agosto 1263 - 28 gennaio 1271 deceduto)[17]
- Guglielmo Morini † (menzionato come "vescovo eletto" il 16 aprile 1271)[17]
- Guido † (prima del 25 ottobre 1272 - 1276 deceduto)[17]
- Goberto † (prima di aprile 1278[19] - 23 agosto 1286 nominato vescovo di Capaccio)
- Lamberto, O.S.A. † (1287 - 1294 deceduto)[20]
  - Roberto † (1298 - 1302) (amministratore apostolico)
- Bertoldo di Labro † (10 gennaio 1304 - circa 27 marzo 1326 deceduto)
  - Giacomo Musca † (1326 - 1326 deceduto) (vescovo eletto)
- Matteo Orsini, O.P. † (20 ottobre 1326 - 15 giugno 1327 nominato vescovo di Manfredonia)
- Filippo Hambaldi, O.P. † (6 giugno 1328 - circa 1348 deceduto)
- Ottaviano di Labro † (12 maggio 1350 - 8 novembre 1362 nominato arcivescovo di Palermo)
- Matteo de Fugardo † (16 marzo 1362 - 1390 o 1392 deceduto)
- Gilforte Riccobono † (6 marzo 1392 - 23 ottobre 1395 nominato arcivescovo di Palermo)
  - Pietro de Corti, O.S.A. † (2 giugno 1393 - ?) (antivescovo)[21]
- Nicolò, O.S.B. † (1395 - 23 agosto 1398 nominato vescovo di Orvieto)
- Nicolò de Burellis † (3 giugno 1398 - 1400 deceduto)
- Giovanni Cardella † (19 ottobre 1400 - 1401 nominato vescovo di Castro ?)
- Giovanni de Pinu, O.F.M. † (1º ottobre 1401 - 1412 ?)
- Filippo de Ferrario, O.Carm. † (4 luglio 1414 - 1421)
- Lorenzo di Mesassal, O.Cist. † (16 marzo 1422 - 1441 deceduto)
  - Bernardo Bosco † (1442) (vescovo eletto)
- Beato Matteo Guimerà, O.F.M. † (17 settembre 1442 - 1445 dimesso)
- Antonio Ponticorona, O.P. † (23 luglio 1445 - circa 1451 deceduto)
- Domenico Xarth, O.Cist. † (10 gennaio 1452 - 1471 deceduto)
- Giovanni de Cardellis, O.S.B. † (11 dicembre 1472 - febbraio 1479 deceduto)
- Juan de Castro † (19 febbraio 1479 - 2 ottobre 1506 deceduto)
- Giuliano Cybo † (5 ottobre 1506 - circa 1537 deceduto)
- Pietro Tagliavia d'Aragona † (28 maggio 1537 - 10 ottobre 1544 nominato arcivescovo di Palermo)
  - Rodolfo Pio di Carpi † (10 ottobre 1544 - 2 maggio 1564 deceduto) (amministratore apostolico)
- Luigi Suppa, O.P. † (13 aprile 1565 - 29 settembre 1569 deceduto)
- Giovanni Battista de Hogeda (Juan Bautista Ojeda) † (27 agosto 1571 - 1574 deceduto)
- Cesare Marullo † (14 luglio 1574 - 11 settembre 1577 nominato arcivescovo di Palermo)
- Giovanni de Roxas (Juan Rojas) † (9 ottobre 1577 - 21 maggio 1578 deceduto)
- Antonio Lombardo † (30 marzo 1579 - 23 gennaio 1585 nominato arcivescovo di Messina)
- Diego Haëdo † (23 gennaio 1585 - 14 agosto 1589 nominato arcivescovo di Palermo)
  - Luigi de Amato † (1589 - 1590 deceduto) (vescovo eletto)
- Francesco del Pozzo † (23 gennaio 1591 - 7 marzo 1593 deceduto)
- Juan Orozco Covarrubias y Leiva † (2 dicembre 1594 - 16 gennaio 1606 nominato vescovo di Guadix)
- Vincenzo Bonincontro, O.P. † (25 giugno 1607 - 27 maggio 1622 deceduto)
- Ottavio Ridolfi † (20 marzo 1623 - 16 luglio 1624 deceduto)
- Francesco Traina † (2 marzo 1627 - 4 ottobre 1651 deceduto)
- Ferdinando Sánchez de Cuéllar, O.S.A. † (26 maggio 1653 - 4 gennaio 1657 deceduto)[22]
- Francesco Gisulfo e Osorio † (30 settembre 1658 - 17 dicembre 1664 deceduto)
- Ignazio d'Amico † (15 dicembre 1666 - 15 dicembre 1668 deceduto)
  - Johann Eberhard Nidhard, S.I. † (1671 - 16 novembre 1671 nominato arcivescovo titolare di Edessa di Osroene) (vescovo eletto)
- Francesco Giuseppe Crespos de Escobar † (2 maggio 1672 - 17 maggio 1674 deceduto)
- Francesco Maria Rini, O.F.M. † (19 ottobre 1676 - 4 agosto 1696 deceduto)
- Francesco Ramírez, O.P. † (26 agosto 1697 - 27 agosto 1715 deceduto)
  - Sede vacante (1715-1723)
- Anselmo de la Peña, O.S.B. † (27 settembre 1723 - 4 agosto 1729 deceduto)
- Lorenzo Gioeni d'Aragona † (11 dicembre 1730 - ottobre 1754 deceduto)
- Andrea Lucchesi Palli † (21 luglio 1755 - 4 ottobre 1768 deceduto)
- Antonio Lanza, C.R. † (20 novembre 1769 - 24 maggio 1775 deceduto)
- Antonio Branciforte Colonna † (15 aprile 1776 - 31 luglio 1786 deceduto)
- Antonio Cavaleri † (15 settembre 1788 - 11 dicembre 1792 deceduto)
  - Sede vacante (1792-1795)
- Saverio Granata, C.R. † (1º giugno 1795 - 29 aprile 1817 deceduto)
- Baldassare Leone † (2 ottobre 1818 - 22 luglio 1820 deceduto)
  - Sede vacante (1820-1823)
- Pietro Maria d'Agostino † (17 novembre 1823 - 18 luglio 1835 deceduto)
- Ignazio Montemagno, O.F.M.Conv. † (2 ottobre 1837 - 21 agosto 1839 deceduto)
  - Sede vacante (1839-1844)
- Domenico Maria Lo Jacono, C.R. † (17 giugno 1844 - 24 marzo 1860 deceduto)
  - Sede vacante (1860-1872)
- Domenico Turano † (23 febbraio 1872 - 2 febbraio 1885 deceduto)
- Gaetano Blandini † (2 febbraio 1885 succeduto - 19 maggio 1898 deceduto)
- Bartolomeo Lagumina † (28 novembre 1898 - 5 maggio 1931 deceduto)
- Giovanni Battista Peruzzo, C.P. † (15 gennaio 1932 - 20 luglio 1963 deceduto)
- Giuseppe Petralia † (14 ottobre 1963 - 2 maggio 1980 dimesso)
- Luigi Bommarito † (2 maggio 1980 - 1º giugno 1988 nominato arcivescovo di Catania)
- Carmelo Ferraro (3 novembre 1988 - 23 febbraio 2008 ritirato)
- Francesco Montenegro (23 febbraio 2008 - 22 maggio 2021 ritirato)
- Alessandro Damiano, succeduto il 22 maggio 2021

## Testimoni della fede
Questo è l'elenco dei testimoni della fede legati all'arcidiocesi e per i quali sono in corso i relativi processi di beatificazione:
- Venerabile Luigi La Nuza, sacerdote gesuita
- Venerabile Maria Crocifissa della Concezione, monaca benedettina
- Venerabile Maria Maddalena del Santissimo Crocifisso, monaca clarissa cappuccina
- Venerabile Gioacchino da Canicattì, sacerdote e missionario dell'Ordine dei frati cappuccini
- Venerabile Andrea da Burgio, O.F.M.Cap., sacerdote dell'Ordine dei frati cappuccini
- Venerabile Michele Arcangelo Vinti, sacerdote
- Servo di Dio Giuseppe Cognata, salesiano, vescovo di Bova e fondatore delle Salesiane oblate del Sacro Cuore di Gesù
- Servo di Dio Girolamo da Cammarata, sacerdote dell'Ordine dei frati cappuccini
- Servo di Dio Gerlando Re, sacerdote e martire
- Servo di Dio Michele Martorana, sacerdote
- Servo di Dio Vincenzo Morinello, sacerdote e fondatore delle Suore dei Poveri
- Servo di Dio Antonino Petyx, barone, padre di famiglia e terziario secolare francescano

## Calendario liturgico proprio dell'arcidiocesi
Di seguito è riportato il Calendario liturgico proprio:
| Data         | Celebrazione                                                                                | Grado                                                |
| ------------ | ------------------------------------------------------------------------------------------- | ---------------------------------------------------- |
| 3 gennaio    | San Giuseppe Maria Tomasi, cardinale e chierico teatino                                     | Memoria                                              |
| 7 gennaio    | Beato Matteo Cimarra, vescovo e francescano                                                 | Memoria                                              |
| 25 febbraio  | San Gerlando, vescovo e patrono dell'arcidiocesi                                            | Solennità                                            |
| 5 maggio     | Sant'Angelo da Gerusalemme, carmelitano e martire                                           | Memoria                                              |
| 18 giugno    | San Calogero, eremita                                                                       | Memoria                                              |
| 1º agosto    | Sant'Alfonso Maria de' Liguori, vescovo e dottore della Chiesa, compatrono dell'arcidiocesi | Memoria                                              |
| 5 agosto     | Santa Vittoria, vergine e martire, patrona secondaria dell'arcidiocesi                      | Memoria                                              |
| 6 settembre  | Dedicazione della Cattedrale                                                                | Festa (per l'arcidiocesi), Solennità (in cattedrale) |
| 24 settembre | Beato Francesco Spoto, sacerdote dei Missionari servi dei poveri e martire                  |                                                      |
| 29 ottobre   | Beato Rosario Livatino, laico e martire                                                     | Memoria facoltativa                                  |
| 3 novembre   | San Libertino, protovescovo di Agrigento e martire                                          | Memoria                                              |
| 19 novembre  | San Giacinto Giordano Ansalone, sacerdote domenicano e martire                              | Memoria                                              |
| 25 novembre  | San Gregorio II, vescovo                                                                    | Memoria                                              |

## Statistiche
L'arcidiocesi nel 2023 su una popolazione di 411.800 persone contava 386.000 battezzati, corrispondenti al 93,7% del totale.
| anno | popolazione | popolazione | popolazione | presbiteri | presbiteri | presbiteri | presbiteri                | diaconi | religiosi | religiosi | parrocchie |
| anno | battezzati  | totale      | %           | numero     | secolari   | regolari   | battezzati per presbitero | diaconi | uomini    | donne     | parrocchie |
| ---- | ----------- | ----------- | ----------- | ---------- | ---------- | ---------- | ------------------------- | ------- | --------- | --------- | ---------- |
| 1948 | ?           | ?           | ?           | 485        | 350        | 135        | ?                         | ?       | ?         | ?         | ?          |
| 1955 | 467.520     | 469.864     | 99,5        | 403        | 320        | 83         | 1.160                     |         | 115       | 730       | 154        |
| 1970 | 480.481     | 483.484     | 99,4        | 380        | 314        | 66         | 1.264                     |         | 103       | 628       | 197        |
| 1980 | 482.000     | 487.700     | 98,8        | 321        | 259        | 62         | 1.501                     | 1       | 80        | 945       | 199        |
| 1990 | 480.000     | 492.093     | 97,5        | 303        | 253        | 50         | 1.584                     | 11      | 50        | 585       | 194        |
| 1999 | 464.200     | 473.100     | 98,1        | 284        | 234        | 50         | 1.634                     | 23      | 60        | 516       | 194        |
| 2000 | 464.200     | 473.100     | 98,1        | 280        | 235        | 45         | 1.657                     | 24      | 49        | 575       | 194        |
| 2001 | 463.900     | 473.100     | 98,1        | 280        | 234        | 46         | 1.656                     | 25      | 56        | 470       | 194        |
| 2002 | 463.400     | 473.000     | 98,0        | 290        | 239        | 51         | 1.597                     | 25      | 63        | 432       | 194        |
| 2003 | 463.700     | 473.200     | 98,0        | 294        | 240        | 54         | 1.577                     | 31      | 66        | 433       | 194        |
| 2004 | 463.200     | 473.200     | 97,9        | 292        | 237        | 55         | 1.586                     | 34      | 79        | 437       | 194        |
| 2006 | 449.000     | 461.000     | 97,4        | 286        | 237        | 49         | 1.569                     | 34      | 59        | 443       | 194        |
| 2012 | 469.000     | 479.000     | 97,9        | 272        | 228        | 44         | 1.724                     | 45      | 49        | 391       | 194        |
| 2015 | 428.670     | 448.830     | 95,5        | 269        | 228        | 41         | 1.593                     | 44      | 51        | 294       | 194        |
| 2018 | 415.518     | 431.875     | 96,2        | 244        | 210        | 34         | 1.702                     | 39      | 44        | 255       | 194        |
| 2020 | 410.330     | 434.870     | 94,4        | 243        | 209        | 34         | 1.688                     | 38      | 41        | 226       | 194        |
| 2022 | 387.452     | 413.503     | 93,7        | 245        | 210        | 35         | 1.581                     | 36      | 42        | 197       | 194        |
| 2023 | 386.000     | 411.800     | 93,7        | 235        | 195        | 40         | 1.642                     | 36      | 50        | 166       | 194        |